# Боппардская линия
Боппардская линия (нем. Bopparder Linie) — изоглосса немецкоязычного языкового пространства, входящая в рейнскую зону диалектного перехода. Известна также как линия korf-korb из-за смены глухого губно-зубного спиранта /f/ в звонкий губно-губной взрывной /b/ при переходе с севера на юг. Линия проходит между линиями maken-machen и appel-apfel через город Боппард на Рейне, разделяя мозельско-франкский диалект.